# Río Viejo, Guasave
Río Viejo är en ort i Mexiko.   Den ligger i kommunen Guasave och delstaten Sinaloa, i den västra delen av landet, 1 200 km nordväst om huvudstaden Mexico City. Río Viejo ligger 8 meter över havet och antalet invånare är 198.
Terrängen runt Río Viejo är mycket platt. Runt Río Viejo är det ganska tätbefolkat, med 52 invånare per kvadratkilometer. Närmaste större samhälle är El Burrión, 18,2 km norr om Río Viejo. Trakten runt Río Viejo består till största delen av jordbruksmark.